# Major-Langschwanz-Kleintenrek
Der Major-Langschwanz-Kleintenrek oder Major-Langschwanztanrek (Microgale majori) ist eine Säugetierart aus der Gattung der Kleintenreks innerhalb der Familie der Tenreks. Er kommt in Madagaskar vor und bewohnt dort die feuchten Regenwaldgebiete des östlichen Landesteils, ist aber auch an die Trockenwälder des Westens angepasst. Bevorzugte Habitate stellen die mittleren und höheren Bergländer dar. Die Art repräsentiert einen eher kleinen Vertreter der Kleintenreks. Sie ähnelt mit ihrem spindelförmigen Körper, den kräftigen Gliedmaßen und dem langschmalen und spitzschnauzigen Kopf ihren Verwandten, hervorzuheben ist der sehr lange Schwanz, der nahezu die doppelte Länge des übrigen Körpers erreicht. Über die Lebensweise ist kaum etwas bekannt, eventuell klettern die Tiere teilweise in Bäumen. Die Erstbeschreibung datiert in das Jahr 1918, über die Eigenständigkeit der Art herrschte lange keine Einigkeit. Der Bestand ist nicht bedroht.

## Merkmale

### Habitus
Der Major-Langschwanz-Kleintenrek ist ein kleiner Vertreter der Kleintenreks. Eine Auswahl aus der Typusserie aus Ankafina im zentral-östlichen Madagaskar besitzt eine Kopf-Rumpf-Länge von 5,2 bis 6,1 cm und eine Schwanzlänge von 10,9 bis 11,9 cm. Angaben zum Gewicht liegen nicht vor. Vier untersuchte Individuen aus dem Andringitra-Gebirge im südöstlichen Madagaskar wiesen eine Gesamtlänge von 18,2 bis 20,0 cm auf. Die Kopf-Rumpf-Länge belief sich auf 6,3 bis 7,2 cm, die Schwanzlänge auf 11,5 bis 12,9 cm. Das Gewicht variierte von 5,6 bis 7,5 g. Äußerlich ähnelt der Major-Langschwanz-Kleintenrek dem Kleinen Langschwanz-Kleintenrek (Microgale longicaudata), ist aber durchschnittlich kleiner als dieser und hat einen verhältnismäßig etwas kürzeren Schwanz, der jedoch nahezu das Doppelte an Länge des restlichen Körpers erreicht. Wie alle Kleintenreks charakterisieren sich die Tiere durch einen spindelförmigen Körper mit kräftigen kurzen Gliedmaßen und einen langschmalen sowie spitzschnauzigen Kopf. Die Ohren sind mit 13 bis 15 mm Länge relativ groß. Der Rumpf zeichnet sich durch eine dunkelbraune Rücken- und eine dunkelgraue Bauchseite aus. Teilweise treten rötlich braune Einwaschungen auf, auf der Unterseite sind auch gelbliche Töne vermischt. Die Haare weisen dunkle schiefergraue Basen auf. Der Schwanz ist oberseits braun, unterseits scharf abgetrennt rötlich bis gelblich braun. Die hinteren 9 mm des Schwanzes sind auf der Unterseite unbehaart. Vorder- und Hinterbeine enden jeweils in fünf Strahlen. Die Hände und Füße haben eine bräunlich Farbgebung an den Hinterfüßen treten seitlich rötliche bis gelblich braune Farben auf. Die Länge des Hinterfußes beträgt 14 bis 16 mm, auffallend ist hier die verlängerte äußere Zehe.

### Schädel- und Gebissmerkmale
Die größte Schädellänge liegt bei 18,5 bis 19,4 mm, die größte Breite am Hirnschädel gemessen bei 8,1 bis 8,3 mm. Prinzipiell ähnelt der Schädel dem des Kleinen Langschwanz-Kleintenreks, er ist aber glatter und im hinteren Bereich nicht so stark aufgewölbt. Das Rostrum zeigt sich moderat kurz, das Nasenbein erstreckt sich bis in die Augenregion. Die Jochbögen sind wie bei allen Kleintenreks nicht geschlossen. Der hintere Schädelteil erscheint vergleichsweise lang, das Scheitel- und Hinterhauptsbein ist jeweils groß ausgebildet. Das Gebiss besteht aus 40 Zähnen, die Zahnformel lautet: {\displaystyle {\frac {3.1.3.3}{3.1.3.3}}}. In der oberen Gebissreihe treten zwischen den ersten beiden Schneidezähnen und vom dritten Schneidezahn bis zum zweiten Prämolaren (P3) kurze Diastemata auf, so dass keine geschlossene Zahnreihe vorliegt. Der obere mittlere Schneidezahn, der Eckzahn und der erste Prämolar (P2) tragen zusätzlich kleine Höckerchen an der Zahnkrone. Der vordere untere Prämolar ähnelt einem Eckzahn (caniniform). Die Molaren entsprechen mit ihrem zalambdodonten Kauflächenmuster bestehend aus drei Haupthöckern denen der anderen Kleintenreks, der obere hintere Mahlzahn ist verkleinert. Die Länge der oberen Zahnreihe liegt bei 8,6 bis 9,0 mm, davon nimmt die Serie vom Eckzahn bis zum letzten Molaren etwa 6,8 mm ein. Die untere Zahnreihe wird 9,1 mm lang.

## Verbreitung

Verbreitungsgebiet des Major-Langschwanz-Kleintenreks

Der Major-Langschwanz-Kleintenrek ist endemisch in Madagaskar verbreitet. Er kommt vor allem im östlichen Teil des Inselstaates vor. Sein Verbreitungsgebiet erstreckt sich in einem mehr oder weniger breiten Streifen etwa von Manongarivo in der Provinz Antsiranana im Norden bis zum Anosyenne-Gebirge in der Provinz Toliara im Süden. Weitere bedeutende Fundpunkte befinden sich im Andringitra-Gebirge ebenfalls im Süden der Insel in der Provinz Fianarantsoa oder im zentralen Bereich der Insel im Waldkorridor von Anjozorobe-Angavo im Grenzgebiet der Provinzen Toamasina und Antananarivo beziehungsweise in den Waldgebieten von Analamay, Ambatovy und Torotorofotsy in der Provinz Toamasina sowie im Norden am Massiv des Tsaratanana mit dem höchsten Berg der Insel in der Provinz Mahajanga. Etwas abseits dieses Hauptverbreitungsgebietes befinden sich Nachweispunkte der Art in den Waldgebieten von Ambohitantely und von Tsinjoarivo nördlich und südlich der madagassischen Hauptstadt Antananarivo in der gleichnamigen Provinz. Die Tiere bewohnen hier im östlichen Inselteil die feuchten Regenwälder des mittleren und höheren Berglandes. Im Gegensatz zu zahlreichen anderen Kleintenreks des feuchten östlichen Inselteils hat der Major-Langschwanz-Kleintenrek auch die Trockenwälder des westlichen Teils Madagaskars erschlossen. Hervorzuheben sind hier die Waldgebiete von Ambohijanahary in der Provinz Mahajanga und von Analavelona in der Provinz Toliara. Beide Fundpunkte sind abgetrennt vom Hauptverbreitungsgebiet, an letzterem ist auch der Nasolo-Kleintenrek (Microgale nasoloi) nachgewiesen. Neben dem Vorkommen in natürlichen Wäldern tritt die Art gelegentlich auch in von Menschen beeinträchtigten Landschaften auf. Die Höhenverbreitung reicht allgemein von 800 bis 2500 m über dem Meeresspiegel. In zahlreichen Bereichen des Verbreitungsgebietes, vor allem im östlichen Inselteil, kommt der Major-Langschwanz-Kleintenrek sympatrisch mit dem Kleinen Langschwanz-Kleintenrek vor. Allgemein gilt die Art als häufig.

## Lebensweise
Über die Lebensweise des Major-Langschwanz-Kleintenreks liegen kaum Informationen vor. Die Tiere sind Waldbewohner. Einige Merkmale wie der ausgesprochen lange Schwanz und der verlängerte äußere Zeh am Hinterfuß sprechen dafür, dass sie teilweise in Bäumen klettern (scansorial). Die nackte Schwanzspitze gibt Hinweise auf eine Nutzung als Greifschwanz, Beobachtungen dazu liegen bisher aber kaum vor. Die Ernährung basiert hauptsächlich auf Insekten wie Isotopenuntersuchungen an Tieren aus dem Waldgebiet von Tsinjoarivo aufzeigten. Als äußere Parasiten wurden bisher Flöhe der Gattung Paractenopsyllus und Zecken der Gattung Ixodes identifiziert.

## Systematik
Der Major-Langschwanz-Kleintenrek ist eine Art aus der Gattung der Kleintenreks (Microgale) innerhalb der Familie der Tenreks (Tenrecidae). Die Kleintenreks stellen einen Teil der Unterfamilie der Reistenreks (Oryzorictinae) dar, zu der auch die Reiswühler (Oryzorictes) und die Vertreter der Gattung Nesogale gehören. Sie bilden zudem mit mehr als 20 Arten das formenreichste Mitglied der Tenreks, aufgrund einiger morphologischer Merkmale werden die Kleintenreks als eher ursprünglich innerhalb der Familie angesehen. Molekulargenetischen Analysen zufolge entstand die Gattung bereits im Unteren Miozän vor etwa 16,8 Millionen Jahren und diversifizierte sich in der Folgezeit sehr stark. Die heutigen Vertreter haben sich an verschiedene Lebensweisen angepasst, so kommen teils unterirdisch grabende, oberirdisch lebende beziehungsweise baumkletternde und wasserbewohnende Formen vor. Der Großteil der Kleintenreks bewohnt die feuchten Wäldern des östlichen Madagaskars, einige wenige Arten kommen dagegen auch in den trockeneren Landschaften des westlichen Inselteils vor. Innerhalb der Gattung können sowohl morphologisch als auch genetisch verschiedene Verwandtschaftsgruppen nachgewiesen werden. Der äußerst lange Schwanz verbindet den Major-Langschwanz-Kleintenrek mit anderen langschwänzigen Vertretern der Gattung, etwa dem Kleinen Langschwanz-Kleintenrek (Microgale longicaudata) oder dem Großen Langschwanz-Kleintenrek (Microgale principula), was auch durch genetischen Daten unterstützt wird.
Unterarten des Major-Langschwanz-Kleintenreks sind nicht bekannt. Subfossil wurde ein rechtes Oberkieferfragment mit den ersten beiden Mahlzähnen aus der Ankilitelo-Höhle am Südrand des Mikoboka-Plateau im südwestlichen Madagaskar beschrieben. Die Höhle wird seit 1994 wissenschaftlich erschlossen und enthält eine reichhaltige Fauna bestehend aus über 5000 Knochenresten. Diese schließen neben verschiedenen Primaten, Fleder- und Nagetieren auch wenigstens ein halbes Dutzend Arten der Tenreks ein. Das Alter der Funde liegt bei 510 bis 630 Jahren. Die Region liegt außerhalb des heutigen Verbreitungsgebietes des Major-Langschwanz-Kleintenreks und ist durch ein sehr trockenes Klima charakterisiert.
Im Jahr 1882 hatte Oldfield Thomas eine Serie von insgesamt 39 Individuen als Kleinen Langschwanz-Kleintenrek beschrieben. Die Funde stammten vom Ankafina-Waldgebiet im zentral-östlichen Madagaskar und waren im Jahr zuvor von W. Deans Cowan dort aufgesammelt worden. Zwei der Individuen fielen durch ihre größeren Ausmaße von den anderen auf, entsprachen im äußeren Erscheinungsbild aber weitgehend diesen. Einige Zeit darauf machte Charles Immanuel Forsyth Major darauf aufmerksam, dass die Fundserie möglicherweise zwei Arten enthielt. Dies veranlasste Thomas im Jahr 1918 die 37 kleineren Individuen aus der Fundserie abzuspalten und unter der Bezeichnung Microgale majori zu beschreiben. Als Holotyp wählte er ein ausgewachsenes Weibchen mit 6 cm Körper- und 10,9 cm Schwanzlänge. Mit dem Artepitheton majori bedankte sich Thomas bei Major für den Hinweis.
Die Eigenständigkeit der Art wurde in der Folgezeit häufig debattiert. Terence Morrison-Scott vermutete 1948, dass sie identisch sei mit dem Kleinen Langschwanz-Kleintenrek, Henri Heim de Balsac sah sie in den 1970er Jahren als eigenständig an. In einer Revision der Kleintenreks aus dem Jahr 1987 synonymisierte dann Ross D. E. MacPhee den Major-Langschwanz-Kleintenrek aufgrund fehlender Unterscheidungsmerkmale mit dem Kleinen Langschwanz-Kleintenrek. Er vermutete, dass das Typusexemplar von ersterer Art aufgrund des verhältnismäßig kurzen Schwanzes im Vergleich zu anderen Individuen möglicherweise noch nicht ganz ausgewachsen war. Die hauptsächlich Mitte der 1990er Jahre durchgeführten Expeditionen zur Erkundung der biologischen Vielfalt Madagaskars führten daher den Major-Langschwanz-Kleintenrek nicht, obwohl er unter anderem im Andringitra-- und im Anosyenne-Gebirge relativ häufig auftritt. Allerdings wiesen Steven M. Goodman und Forscherkollegen 1998 auf bedeutende Größenunterschiede zwischen dem Major- und dem Kleinen Langschwanz-Kleintenrek hin, wodurch die kleineren Individuen etwa aus dem Andringitra-Gebirge eher zur ersteren Form zu stellen seien. In einer morphometrischen und genetischen Untersuchung, die im Jahr 2004 von Link E. Olson und weiteren Kollegen vorgestellt wurde, konnte der Major-Langschwanz-Kleintenrek dagegen sehr gut von den anderen langschwänzigen Kleintenreks abgegrenzt werden. Er erwies sich dabei als die durchaus häufigste Form, die neben den ostmadagassischen Feuchtwäldern auch die trockenen Landschaften des westlichen Inselteils bewohnt. Die Autoren vermerkten darüber hinaus, dass möglicherweise mehrere kryptische Arten bestehen. Eine kurze Zeit später veröffentlichte Chromosomenstudie ermöglichte es dagegen nicht, den Major-Langschwanz-Kleintenrek vom Kleinen Langschwanz-Kleintenrek abzutrennen, da beide Arten cytogenetisch identisch sind. Dem gegenüber sehen molekulargenetische Analysen aus dem Jahr 2016 beide Formen als eigenständig an.

## Bedrohung und Schutz
Es sind keine größeren Bedrohungen für den Bestand des Major-Langschwanz-Kleintenreks bekannt. Allerdings könnte sich längerfristig der Verlust an Lebensraum durch Waldzerstörung in Folge von Umwandlung in landwirtschaftlich nutzbare Fläche oder zur Entnahme von Bauholz negativ auswirken. Daneben haben auch Waldbrände einen gewissen Einfluss auf die Populationen. Allerdings ist die Art weit verbreitet und der Bestand möglicherweise dementsprechend groß. Aufgrund dessen stuft die IUCN den Major-Langschwanz-Kleintenrek als „nicht bedroht“ (least concern) ein. Er ist in zahlreichen Schutzgebieten vertreten. Im Norden des Landes zählt unter anderem das Manongarivo Special Reserve dazu, im zentralen Bereich sind das Ambohitantely Special Reserve und das Ambohijanahary Special Reserve zu erwähnen, während im Süden der Nationalpark Andringitra und der Nationalpark Andohahela große Bedeutung haben. Für die Zukunft ist eine Revision des Major- des Kleinen und des Großen Langschwanz-Kleintenreks notwendig, um unter anderem auch das genaue Verbreitungsgebiet der drei nahe verwandten Arten genauer umreißen zu können.